# 神鷹丸 (4代)
神鷹丸（しんようまる）は、東京海洋大学海洋科学部が保有する海洋調査船・練習船。本項目では、2016年に就航した4代目を取り扱う。

## 概要
神鷹丸 (3代)の代船として、三菱重工業下関造船所で建造され、2015年11月25日に進水、進水式では竹内俊郎学長による命名、学生代表による支綱切断が行われた。その後、2016年3月31日に竣工、4月5日に竣工披露式が晴海ふ頭で挙行された。
東京海洋大学および共同利用する他大学・他機関の学生・研究者が、水産、海洋資源、海洋生物および船舶の運航に関する教育、研究を行う目的で建造された。日本周辺海域、太平洋赤道海域までを主な行動海域として乗船漁業実習（トロール、イカ釣り、マグロ延縄、流し網実習）、研究調査、海技士資格取得のための教育などを行う。

## 設計
振動・騒音の軽減、水中放射雑音の低減のため、推進システムには電気推進が採用された。主発電機3基により発電、推進電動機2基（三相誘導電動機）でクラッチ付減速機を介して可変ピッチプロペラ2軸を駆動する。推進用電源と船内用電源は共通化されており、統合電気推進となっている。調査・実習のため、自動船位保持装置（DPS）を装備する。タンクなどの設備は災害時に清水・電気・燃料を外部に供給できるよう、容量に余裕を持たせた設計となっている。
漁業実習および海洋観測実習のため、漁労設備、各種観測設備を搭載する。本船では2017年4月に新設予定の海洋資源環境学部が行う海底資源探査実習のための装備が追加された。
漁労設備は前船に引き続きトロール網、延縄、自動イカ釣機などを搭載、本船から新たに流し網の設備が追加された。
各種観測設備の運用のため、船尾作業甲板にCTD用ウィンチ、多目的アーマードウィンチ、一般観測ウィンチ、船首甲板上にBTウィンチを装備する。観測の安全性・信頼性の向上のため、一般観測ウィンチ以外はトラクション機能を備えている。船尾には二段階起倒式のAフレームクレーンを装備する。ROV、AUVの運用にも対応、全ての甲板に可搬式コンテナを5台まで搭載可能である。
船内には研究室としてウェットラボ、ドライラボが配置されている。前船と比較してラボ面積が拡大されたが、収納スペースが減少したため、航海ごとに必要な機器を搭載する必要が生じている。居住区は、学生居室の定員が6名から4名に変更され、水面上となる甲板に移動したことで船窓が設けられた。一方で調査員居室は動揺の少ない船体下部へ配置された。また、乗組員居室は全て個室となった。本船では船内に無線LANが装備されている。

### 観測設備
ウィンチ
- CTD用ウィンチ（8mm×7,000m）、LARS（Launch And Recovery System）クレーン付
- 多目的アーマードウィンチ（12mm×3,000m）
- 一般観測ウィンチ（9mm×4,000m）
- BTウィンチ

音響計測装備
- マルチナロ－ビーム
- サブボトムプロファイラ
- 水中測位装置、
- 計量魚群探知機
- 超音波多層流速計
- 全周型スキャニングソナー
- 漁網監視装置
- 表層生物環境モニタリングシステム

生物採取装備
- 環境センサ付多段階開閉ネット（MOCNESS)
- コッドエンド開閉式多段階仔稚魚採集ネット（MOHT）
- ORIネット
- 北太平洋標準ネット（NORPAC, North Pacific Standard Net）

海底調査装備
- マルチコアサンプラ
- スミスマッキンタイヤ採泥器
- 大容量水中ポンプ
- エアガン
- ストリーマ

## 画像

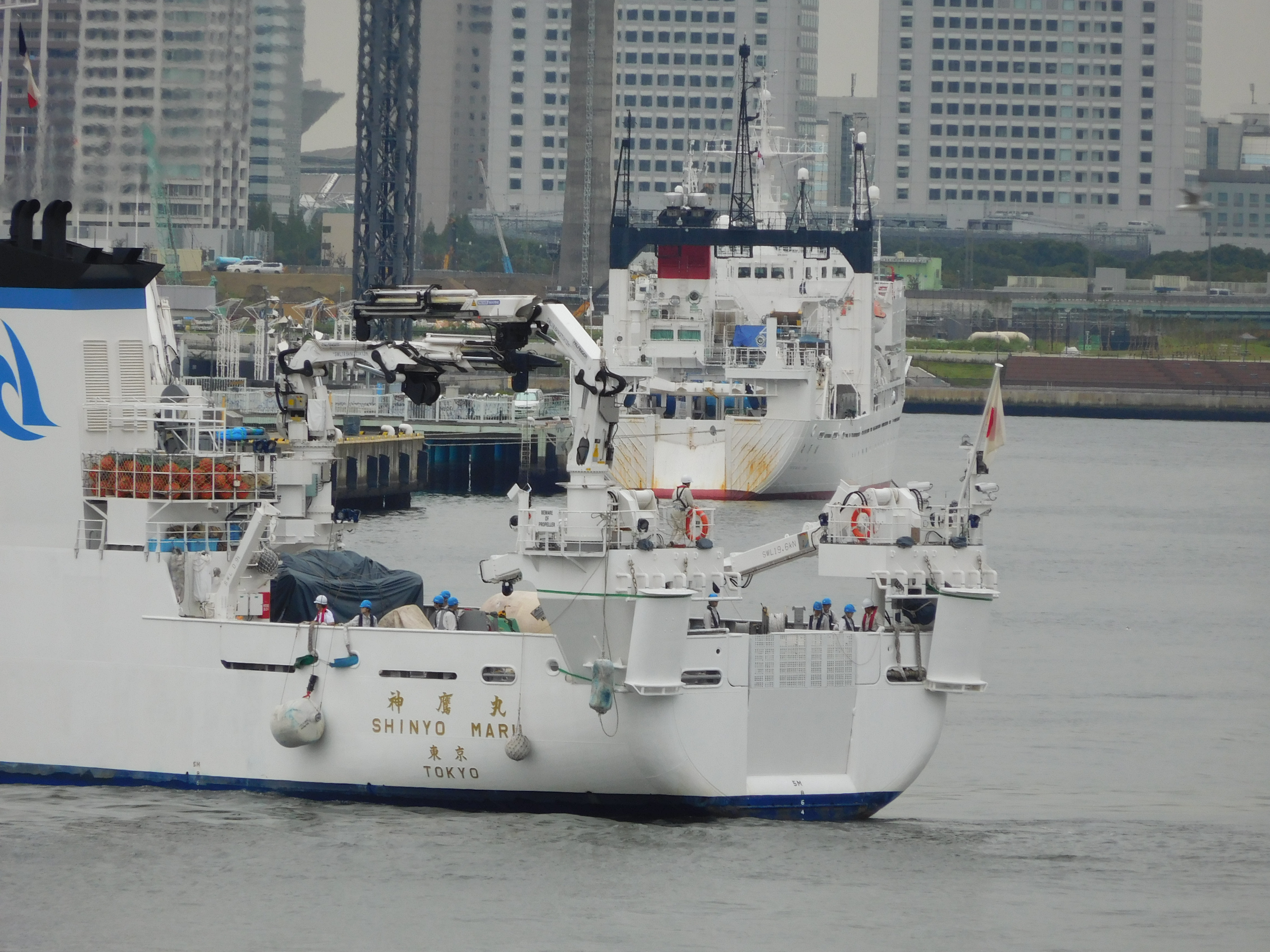
東京海洋大学の練習船4代目神鷹丸の船尾
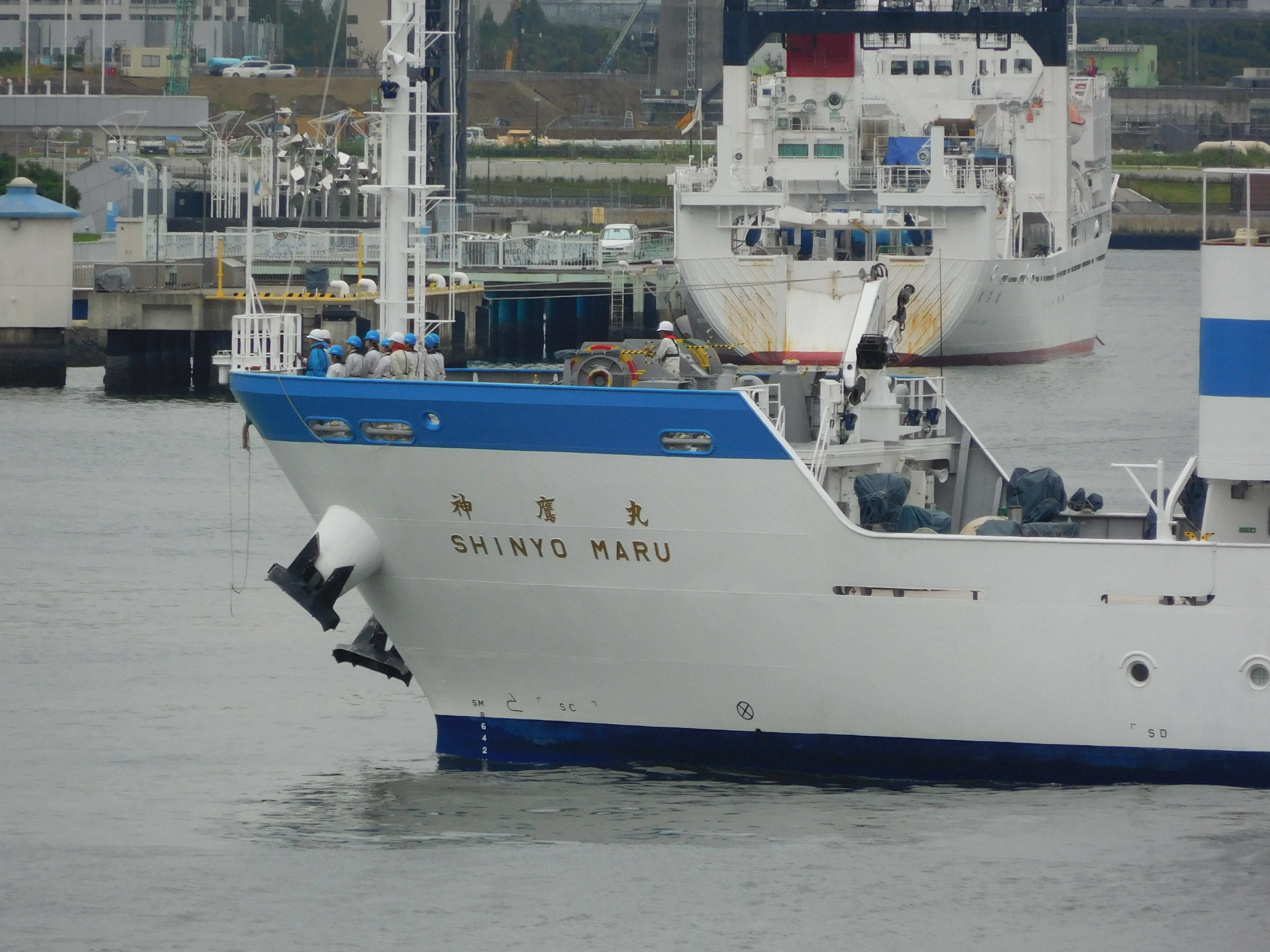
東京海洋大学の練習船4代目神鷹丸の船首
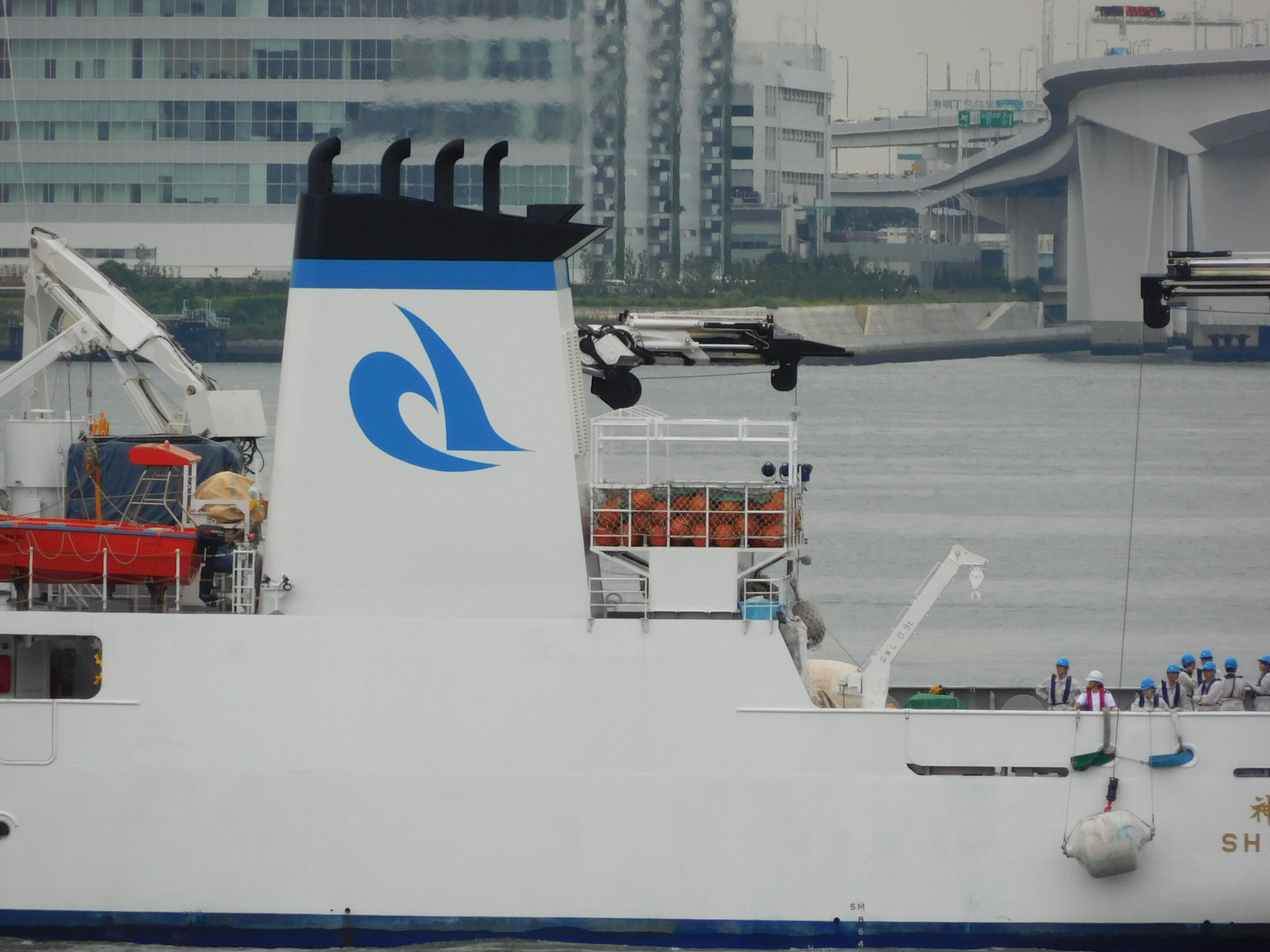
東京海洋大学の練習船4代目神鷹丸の煙突
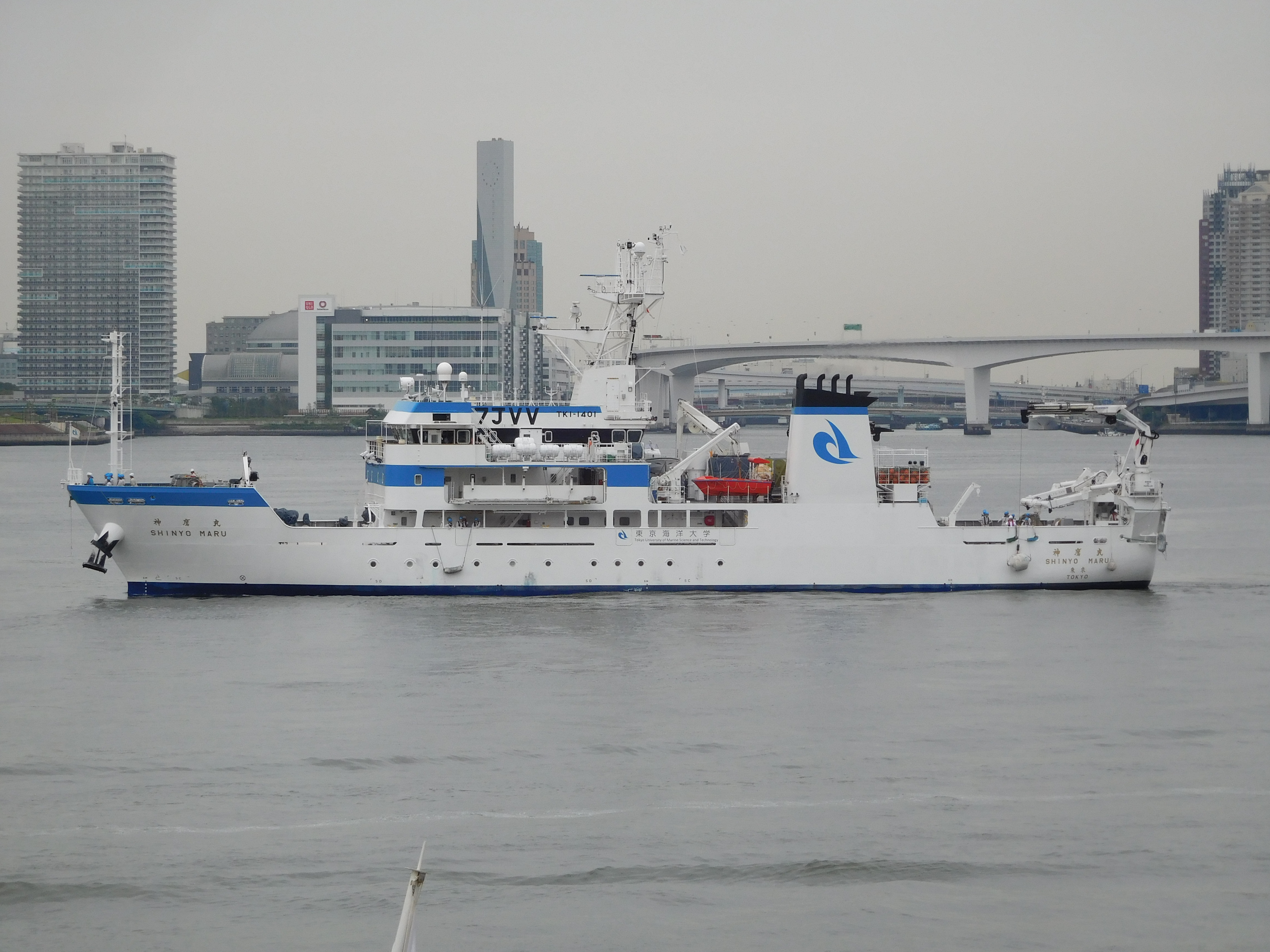
東京海洋大学の練習船4代目神鷹丸を横から